# Capa germinal

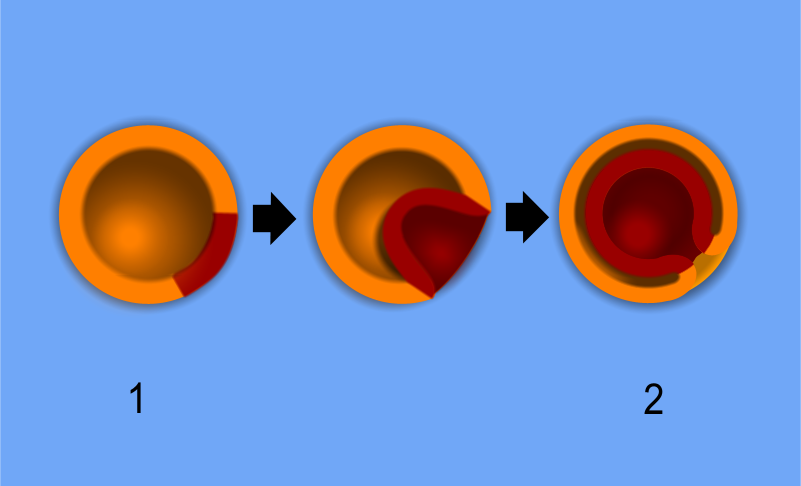
Gastrulación de un diblástico: formación de las capas germinales de una (1) blástula a una (2) a gástrula.

Una capa germinal, también llamada capa germinativa, capa embrional, hoja embrionaria u hoja blastodérmica, es un conjunto de células formadas durante el desarrollo embrionario animal, responsables de la formación de todos los tejidos y órganos del cuerpo.  

## Historia del estudio de las capas germinales
La aceptación de la generalidad e importancia de las capas germinales data del siglo XIX. crustáceos. En 1828, Karl Ernst von Baer las descubrió en los embriones de otros vertebrados. En 1849 Julian Huxley mostró que las hojas externas e internas de los vertebrados eran homólogas a las dos capas de los celenterados. En 1877 Ray Lankester, inspirado en la teoría de Ernst Haeckel sobre la Gastraea, un hipotético ancestro común a todos los metazoos, dividió el reino animal en tres grandes grupos en función del número de capas germinales: homoblásticos (protozoos), diploblásticos (celentéreos) y triploblásticos (el resto de animales).

## Embriología
Todos los animales más complejos que las esponjas poríferas producen dos o tres capas de tejidos primarios. Los animales con simetría radial, como los cnidarios, tienen dos, denominadas ectodermo y endodermo. Los animales con simetría bilateral producen una tercera capa situada entre las dos anteriores, el mesodermo. Las capas germinales originarán los tejidos y órganos durante el proceso de organogénesis.

## Capas germinales o embriológicas

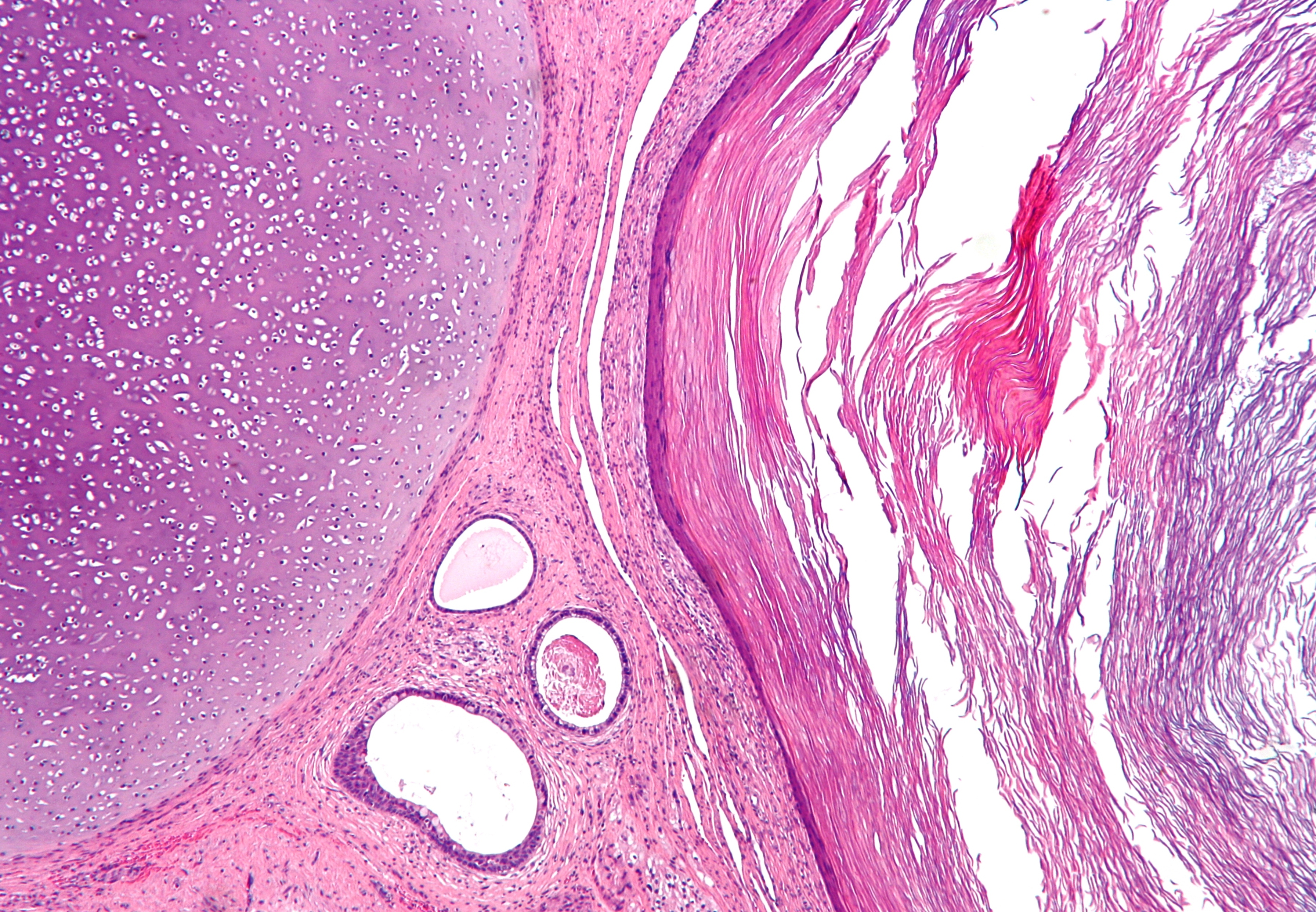
Micrografía de un teratoma, un tumor que característicamente tiene tejido procedente de las tres capas germinales. La imagen muestra tejido derivado del mesodermo (cartílago inmaduro - esquina superior izquierda de la imagen), endodermo (glándulas gastrointestinales - centro inferior de la imagen), y ectodermo (derecha de la imagen). Tinción H/E..

- Ectodermo: Es la capa germinal más externa. Es el origen de la piel y el tejido nervioso, el tubo digestivo superior (estomodeo), la epidermis y sus anexos (pelo y uñas) y las glándulas mamarias.
- Mesodermo: Es la capa germinal media. Se origina a partir de la masa celular interna y se sitúa entre el endodermo y el ectodermo. Es el origen del sistema esquelético, los músculos,  el sistema circulatorio y el aparato reproductor.

- Endodermo: Es la capa germinal más interna. Aparece siempre cuando una capa de células se proyecta hacia afuera a partir de la masa celular interna que crece alrededor del blastocele. Es el origen del intestino, el hígado, el páncreas, los pulmones, los riñones, y la mayor parte de órganos internos.

Y estos son los órganos que se originan en cada capa embrional